# Libri dei Cieli
I Libri dei Cieli sono una composizione funeraria con testi della religione dell'antico Egitto destinati ad accompagnare il defunto nel suo viaggio nell'aldilà per consentirgli di "vivere" ancora nel mondo ultraterreno.
Si tratta, generalmente, di formule e di racconti incentrati sul viaggio notturno del dio Sole (nelle sue diverse manifestazioni) e della sua lotta con le forze del male (tra cui il serpente Apophis) che tentano, nottetempo, di fermarlo per non farlo risorgere al mattino.
Composto durante l'ultimo periodo del Nuovo Regno e suddiviso in più capitoli, i Libri dei Cieli descrivono il passaggio del sole attraverso il cielo.
Sono ricompresi nei Libri dei Cieli:
- il Libro del Giorno
- il Libro della Notte
- il Libro della Vacca Celeste

Versioni più o meno complete sono state rinvenute, nella Valle dei Re, in tombe del periodo ramesside e, in stralcio, nella tomba di Ramses VI. Il Libro dei Cieli nelle sue tre parti è raffigurato nelle seguenti tombe della Valle dei Re (riportate in ordine cronologico di regno dei "Titolari", ove noti):
- Ramses IV, XX dinastia, tomba KV2;
- Ramses VI (in origine scavata per Ramses V), XX dinastia, tomba KV9;
- Ramses IX, XX dinastia, tomba KV6.